# Saint-Julien-près-Bort
 Saint-Julien-près-Bort  là một xã thuộc tỉnh Corrèze trong vùng Nouvelle-Aquitaine miền trung Pháp.